# Orimarga borneensis
Orimarga borneensis är en tvåvingeart som beskrevs av Enrico Adelelmo Brunetti 1911. Orimarga borneensis ingår i släktet Orimarga och familjen småharkrankar. Inga underarter finns listade i Catalogue of Life.